# Olaf Kjelsberg
Olaf Kjelsberg, né le 21 juin 1857 et mort le 29 avril 1924, est un ingénieur norvégien.

## Biographie
Olaf Kjelsberg naît le 21 juin 1857 dans l'une des îles Lofoten. Il est le fils de Hans, un fonctionnaire norvégien, et de Maren Marie Normann.
Il est ingénieur dans la fabrique suisse de machines et locomotives de Winterthour 1881, membre de la direction de 1907 jusqu'à sa mort le 29 avril 1924, bourgeois de Winterthour 1894.